# Stara Cerkev
Stara Cerkev este o localitate din comuna Kočevje, Slovenia, cu o populație de 285 de locuitori.